# Paracrocidura
Paracrocidura (Heim de Balsac, 1956) è un genere di toporagni della famiglia dei Soricidi.

## Descrizione

### Dimensioni
Al genere Paracrocidura appartengono toporagni di piccole dimensioni, con lunghezza della testa e del corpo tra 65 e 96 mm, la lunghezza della coda tra 33 e 46 mm e un peso fino a 16 g.

### Caratteristiche craniche e dentarie
Il cranio presenta una scatola cranica larga ed appiattita ed una regione tra le orbite stretta. Sono presenti tre denti superiori unicuspidati, l'incisivo superiore è provvisto di una cuspide posteriore fortemente uncinata, mentre i molari sono molto larghi.
Sono caratterizzati dalla seguente formula dentaria:

### Aspetto
La pelliccia è corta e fine. Le parti dorsali variano dal nero cenere al marrone scuro, le parti ventrali sono generalmente più chiare. La testa è relativamente grande, il muso è lungo ed appuntito. È presente sotto ogni ascella una piccola massa ghiandolare ricoperta di peli nerastri. Le orecchie sono corte, ben visibili e finemente ricoperte di piccoli peli grigiastri. Gli arti sono brevi. Gli artigli sono corti. La coda è più corta della testa e del corpo, è tozza ed è cosparsa di lunghe setole nerastre. Le femmine hanno un paio di mammelle.

## Distribuzione
Il genere è diffuso nell'Africa centrale.

## Tassonomia
Il genere comprende 3 specie.
- Paracrocidura graueri
- Paracrocidura maxima
- Paracrocidura schoutedeni